# Antoni Batler
Antoni Batler (właśc. Natan Batler) (ur. 7 kwietnia 1896 w Brodach, zm. 11 lutego 1948 w Krakowie) – podpułkownik WP, sędzia Wojskowego Sądu Rejonowego w Krakowie, odpowiedzialny za wydawanie wyroków śmierci na żołnierzy podziemia antykomunistycznego. Adwokat.

## Życiorys
Urodził się 7 kwietnia 1896 w Brodach, woj. tarnopolskie jako Natan Batler, syn Natana. Pochodził z rodziny żydowskiej. W latach 1905–1913 uczęszczał do gimnazjum we Lwowie. Zmobilizowany do armii austriackiej, w latach 1914–1918 służył w 30 Pułku Piechoty, a następnie w poczcie polowej nr 387 przy 3. DKaw. W tym czasie ukończył też Szkołę Oficerów Rezerwy w Jägendorfie i studia prawnicze na Uniwersytecie Lwowskim (1913–1917). W latach 1918–1922 służył w WP jako oficer Korpusu Sądowego. Tytuł doktora uzyskał w 1926 na Wydziale Filozoficznym Uniwersytetu Wiedeńskiego. Był asystentem na Uniwersytecie Jana Kazimierza i adwokatem.
W 1939 uciekł z niewoli niemieckiej i został aresztowany przez Sowietów za próbę przekroczenia granicy, gdy wracał do Lwowa. Zasłano go do obozu w Obwodzie Archangielskim. Po amnestionowaniu we wrześniu 1941 został odesłany do Tatiszczewa koło Saratowa i wcielony do 5.DP Armii Polskiej w ZSRR, w której służył do kwietnia 1942. Zwolniony ze służby z powody choroby. Do lipca 1944 był dyrektorem ochronki i szkoły polskiej w Mizbarze w Uzbekistanie.
Zmobilizowany do LWP 15 lub 16 sierpnia 1944. Od 23 września 1944 do 11 marca 1945 zastępca szefa Wojskowego Sądu Garnizonowego w Białymstoku. W tym czasie skazał na śmierć jedną osobę. 2 listopada 1944 awansowany na kpt WP. Od 12 marca do 31 grudnia 1945 sędzia i wiceprezes Wojskowego Sądu Okręgowego nr V w Krakowie oraz syndyk DOW nr V w Krakowie. 9 maja 1946 awansowany na podpułkownika WP.
26 listopada 1945 zmienił imię z Natan na Antoni.
Od 19 lutego do 6 września 1946 zastępca szefa Wojskowego Sądu Rejonowego w Krakowie. W tym czasie orzekał m.in. 12 sierpnia 1946 w sprawie Wincentego Strózika (skazany 30 października 1946 na karę śmierci, wyrok wykonano w więzieniu na Montelupich w Krakowie), 21 sierpnia 1946 w sprawie Fryderyka Sobisza (skazany 21 września 1946 na karę śmierci, wyrok wykonano w więzieniu na Montelupich w Krakowie). 29 marca 1947 obrońca (z urzędu) w procesie Mariana Warzechy, partyzanta 2. kompanii Zgrupowania Partyzanckiego „Błyskawica” dowodzonego przez Józefa Kurasia „Ognia” (skazany 29 marca 1947 na karę śmierci, decyzją Bolesława Bieruta z 29 marca 1947 r. karę złagodzono do 15 lat więzienia).
Zdemobilizowany ze względów zdrowotnych. W 1948 został adwokatem z uprawnieniami obrońcy wojskowego. Zmarł 11 lutego 1948 w Krakowie.